# Papiro drammatico del Ramesseum

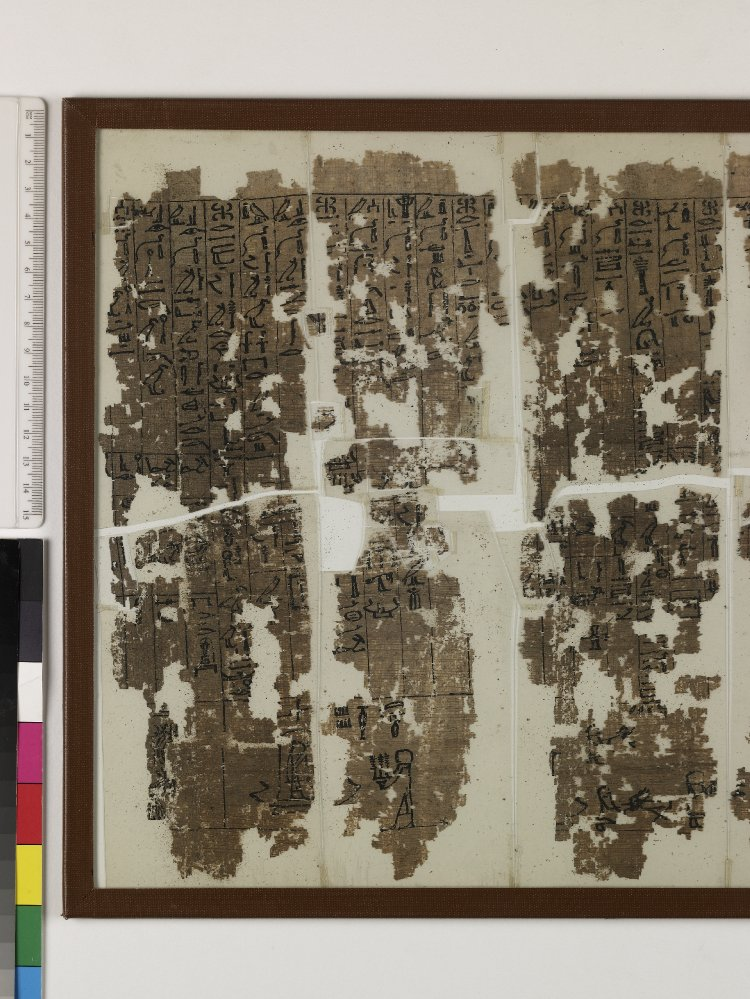
I resti del Papiro drammatico del Ramesseum.

Il Papiro drammatico del Ramesseum (noto anche, semplicemente, come Papiro del Ramesseum) è il più antico papiro illustrato finora scoperto. Contiene una drammatizzazione cerimoniale che celebra l'ascesa al trono (ca. 1970/60 a.C.) del faraone Sesostri I, della XII dinastia egizia. Lo storico del teatro André Degaine l'ha definito "un taccuino di regia", cioè un testo di note, didascalie, commenti e chiarimenti sul modo corretto di inscenare i riti dell'incoronazione del nuovo faraone.
Fu scoperto nel 1896, da James Edward Quibell, in mezzo ad alcuni papiri medici, nel Ramesseum, il Tempio funerario di Ramses II, e da questo luogo prende il nome. Un frammento del rotolo, contenente le linee che vanno dalla 31 alla 63, è conservato in una cornice alta 41 centimetri e larga 33, da quando ve lo pose Sir Alan Gardiner nel 1929.
Il testo geroglifico, in strette colonne verticali, occupa i 4/5 dello spazio del papiro, mentre nella parte inferiore compaiono le illustrazioni (poco dissimili dalle moderne vignette) dove il faraone figura varie volte nelle sembianze di Horus. Il papiro è conservato al British Museum, a Londra. Nel 1928, Kurt Sethe pubblicò un significativo studio sul Papiro del Ramesseum e (sulla Pietra di Shabaka), commentato nel 1954 da Étienne Drioton. Le loro conclusioni hanno permesso di attestare, a partire da questi documenti, l'esistenza di un teatro egizio molto simile ai misteri (o sacre rappresentazioni) del Medioevo. Queste ipotesi, comunque, sono piuttosto dibattitute a causa della rarità dei testi presi come riferimento: è il caso di David Lorand, che ha preferito interpretarlo come un testo di propaganda per giustificare l'ascesa al trono di Sesostri I dopo la morte violenta del padre Amenemhat I. 